# اندیس گاسیر
گاسیر یک اندیس فلزی است که در حوالی شهر قطروئیه استان فارس قرار دارد و مادهٔ معدنی موجود در آن، آهن است.سنگ میزبان این اندیس مرمر است  